# Famille royale de Norvège
La famille royale de Norvège est la famille du monarque norvégien.
En Norvège, il existe une distinction entre la maison royale (kongehuset) et la famille royale (kongelige familie).
La maison royale ne comprend que le roi Harald V et son épouse Sonja Haraldsen, le prince héritier Haakon de Norvège et son épouse Mette-Marit Tjessem Høiby, ainsi que l'aînée des enfants de l'héritier, Ingrid Alexandra de Norvège.
La famille royale comprend tous les autres enfants du souverain et leurs conjoints, et les petits-enfants et les frères et sœurs du souverain et leurs conjoints.

## Maison royale
Sont membres de la maison royale de Norvège :
- le roi Harald V et la reine Sonja
  - le prince héritier Haakon et la princesse Mette-Marit (fils et belle-fille du roi)
    - la princesse Ingrid Alexandra (petite-fille du roi)

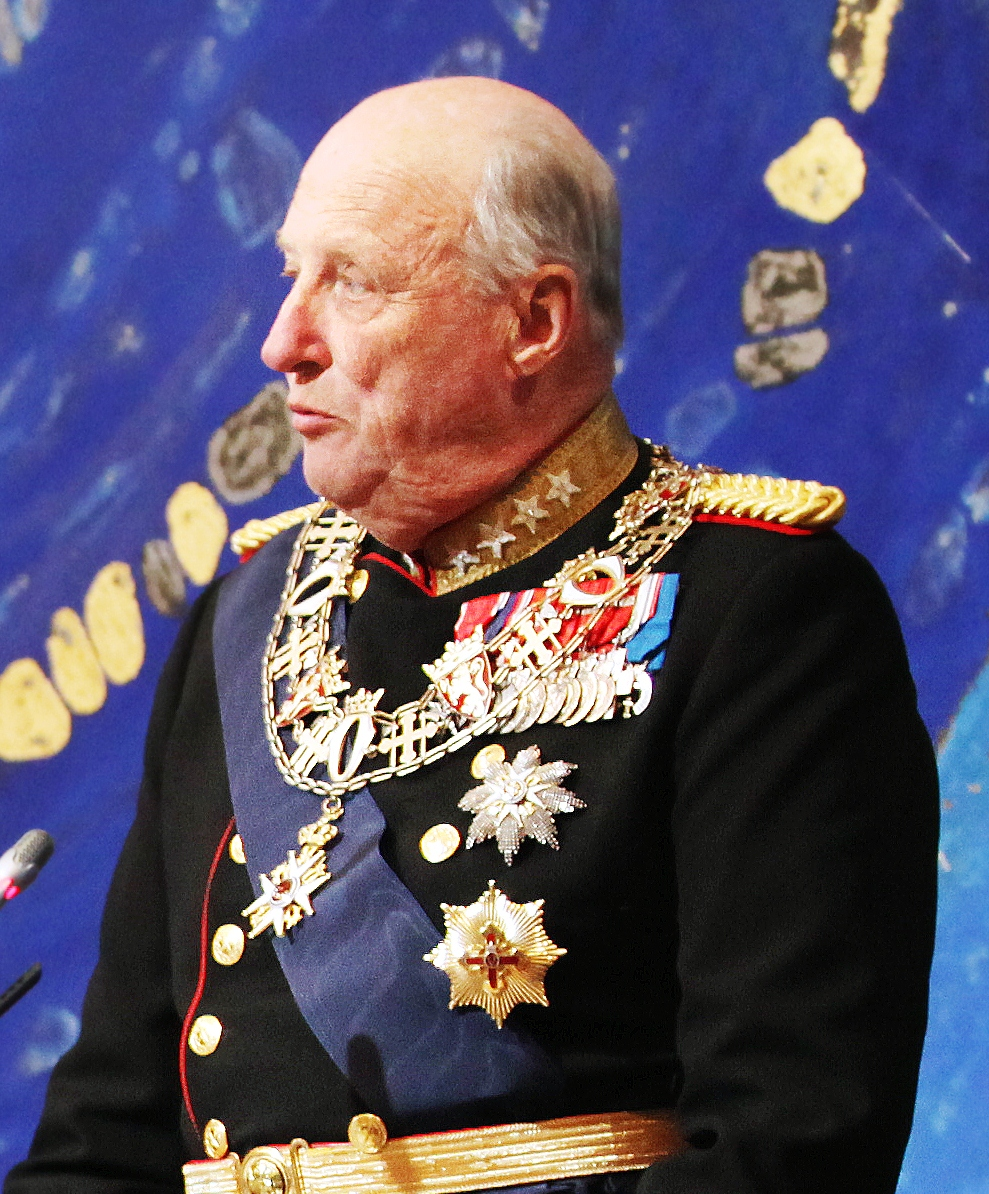
Harald V
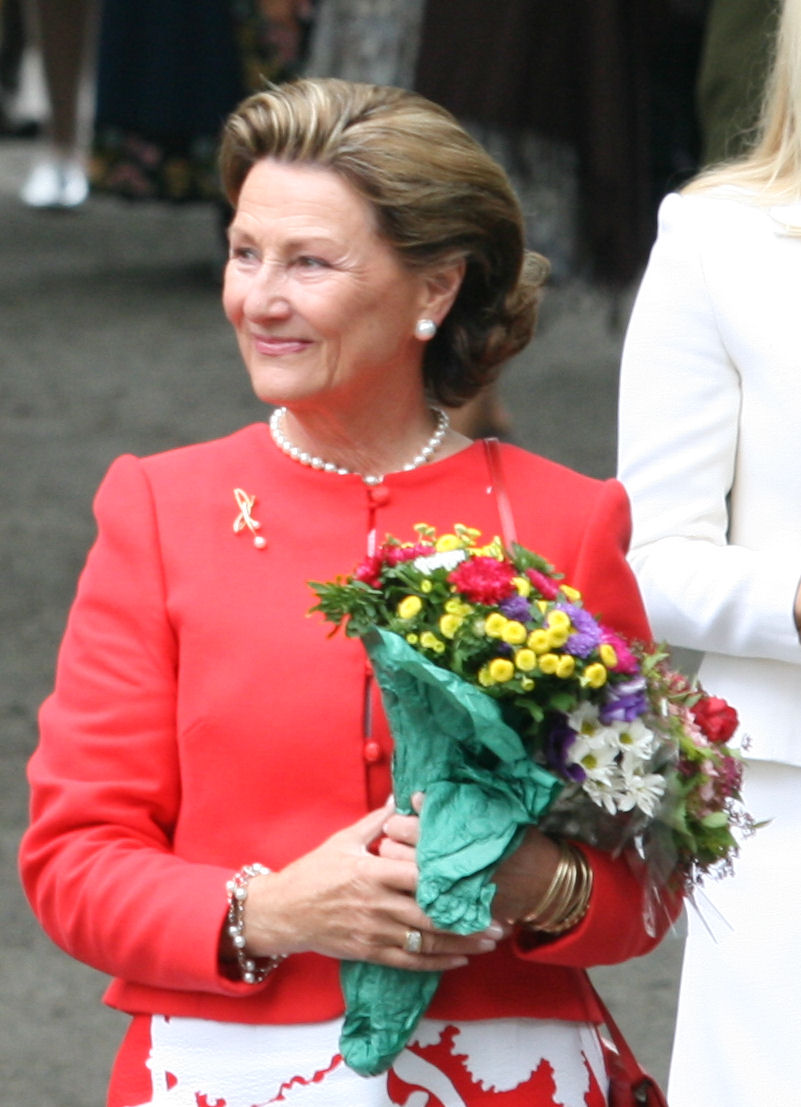
La reine Sonja
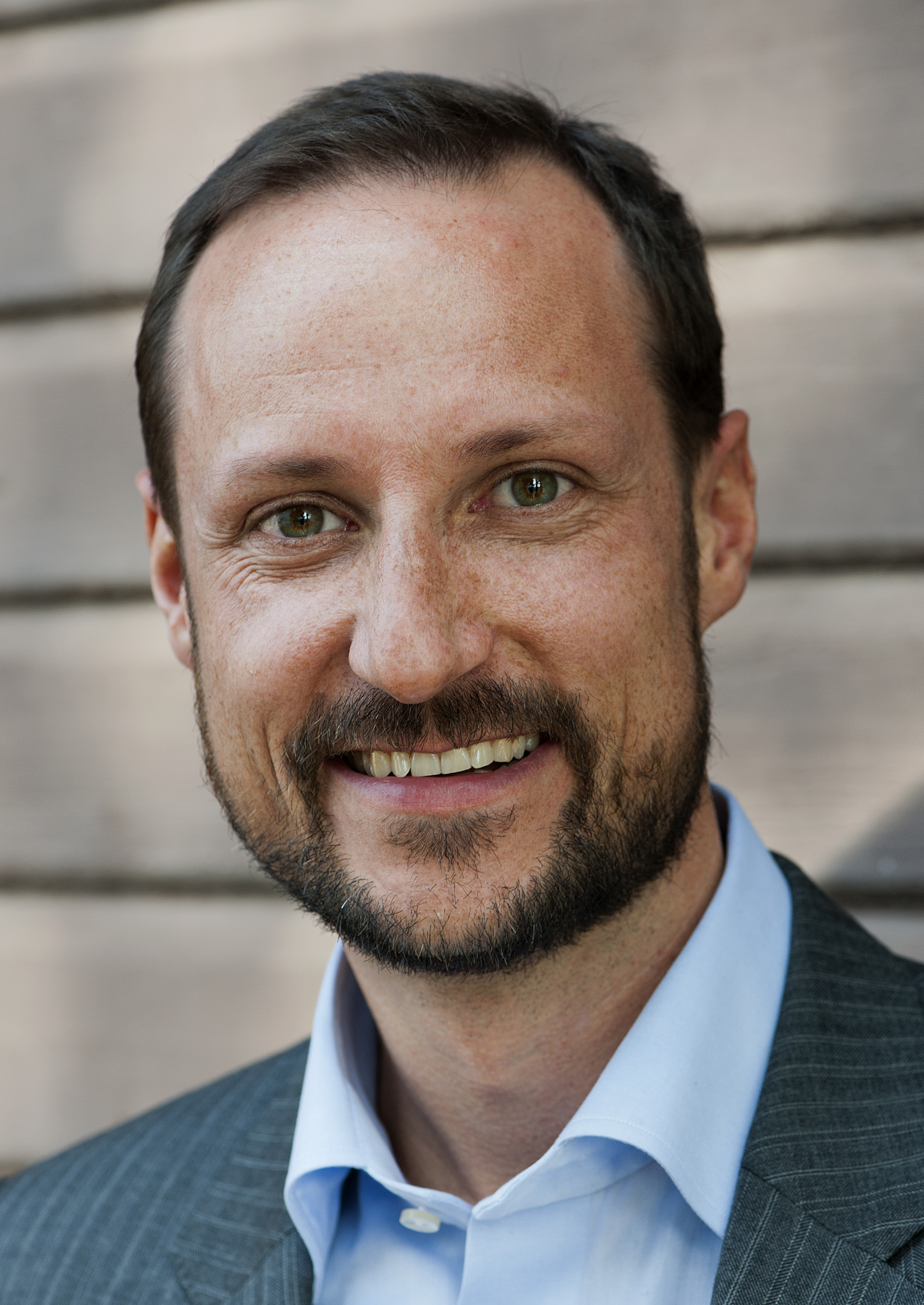
Le prince Haakon
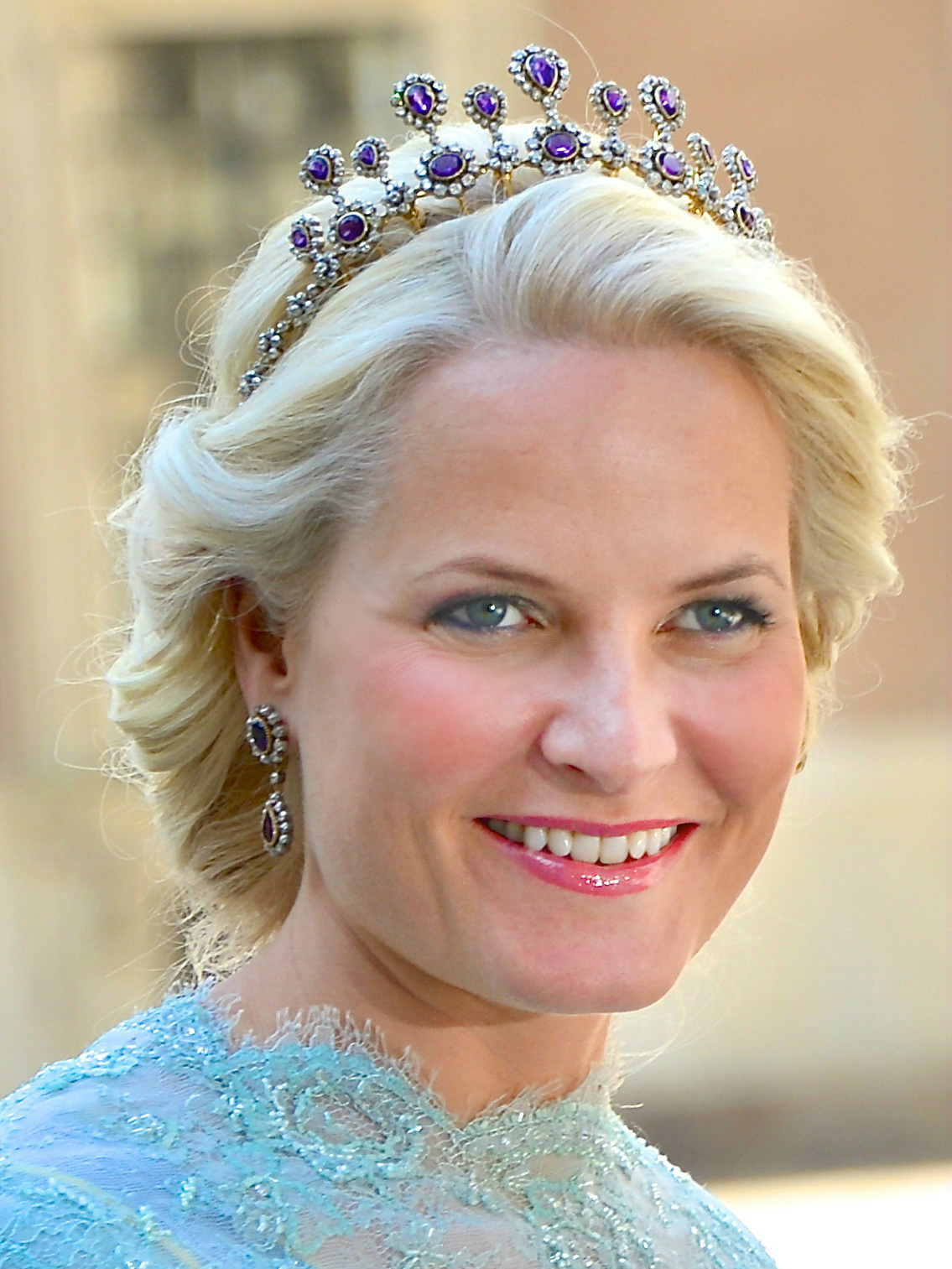
La princesse Mette-Marit
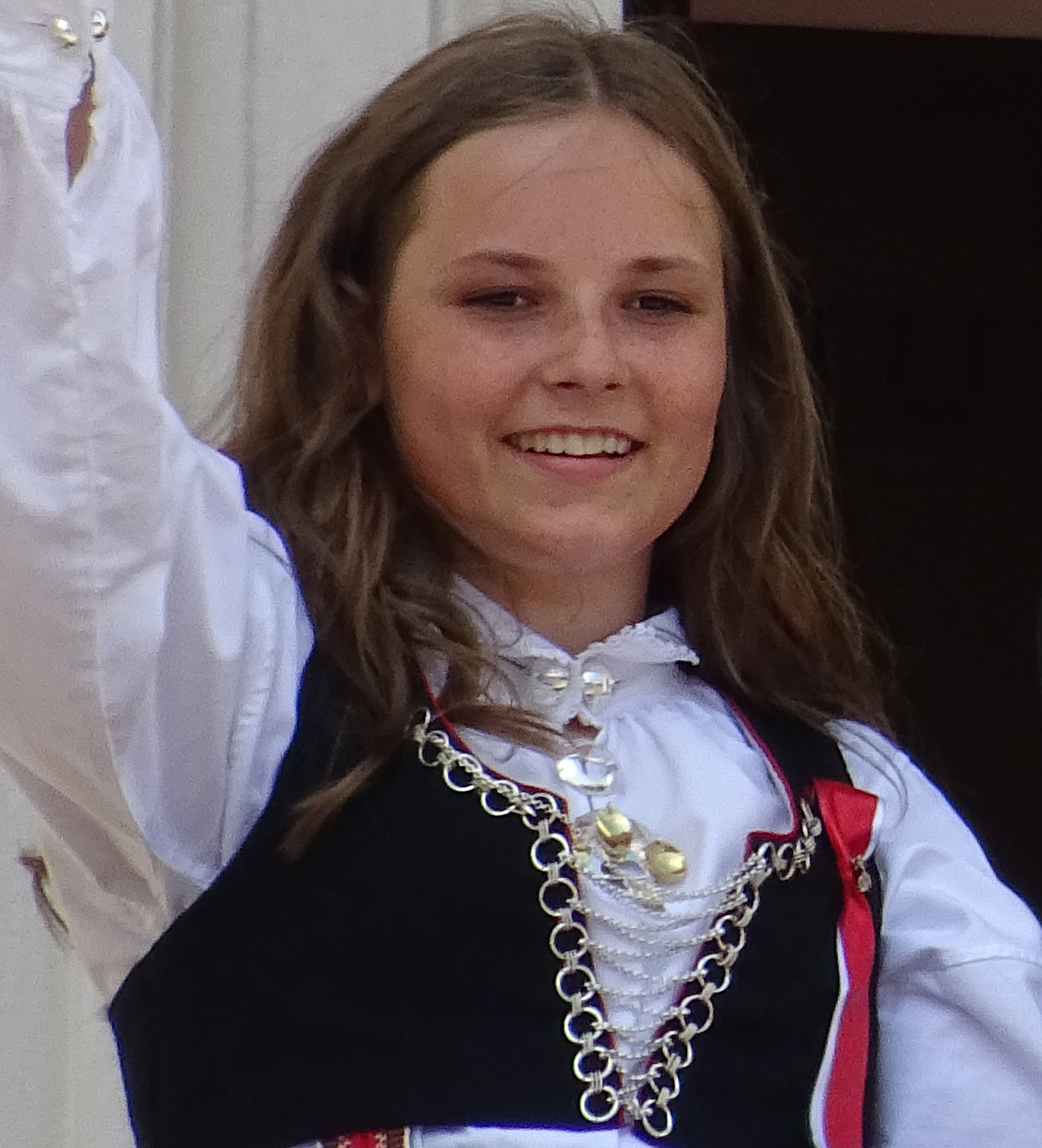
La princesse Ingrid Alexandra

## Famille royale
Les autres membres de la famille royale sont :
- le prince Sverre Magnus (petit-fils du roi, fils du prince héritier Haakon)
- la princesse Märtha Louise (fille du roi)
  - Maud Angelica Behn (petite-fille du roi)
  - Leah Isadora Behn (petite-fille du roi)
  - Emma Tallulah Behn (petite-fille du roi)
- la princesse Astrid (sœur du roi, veuve de Johan Ferner)

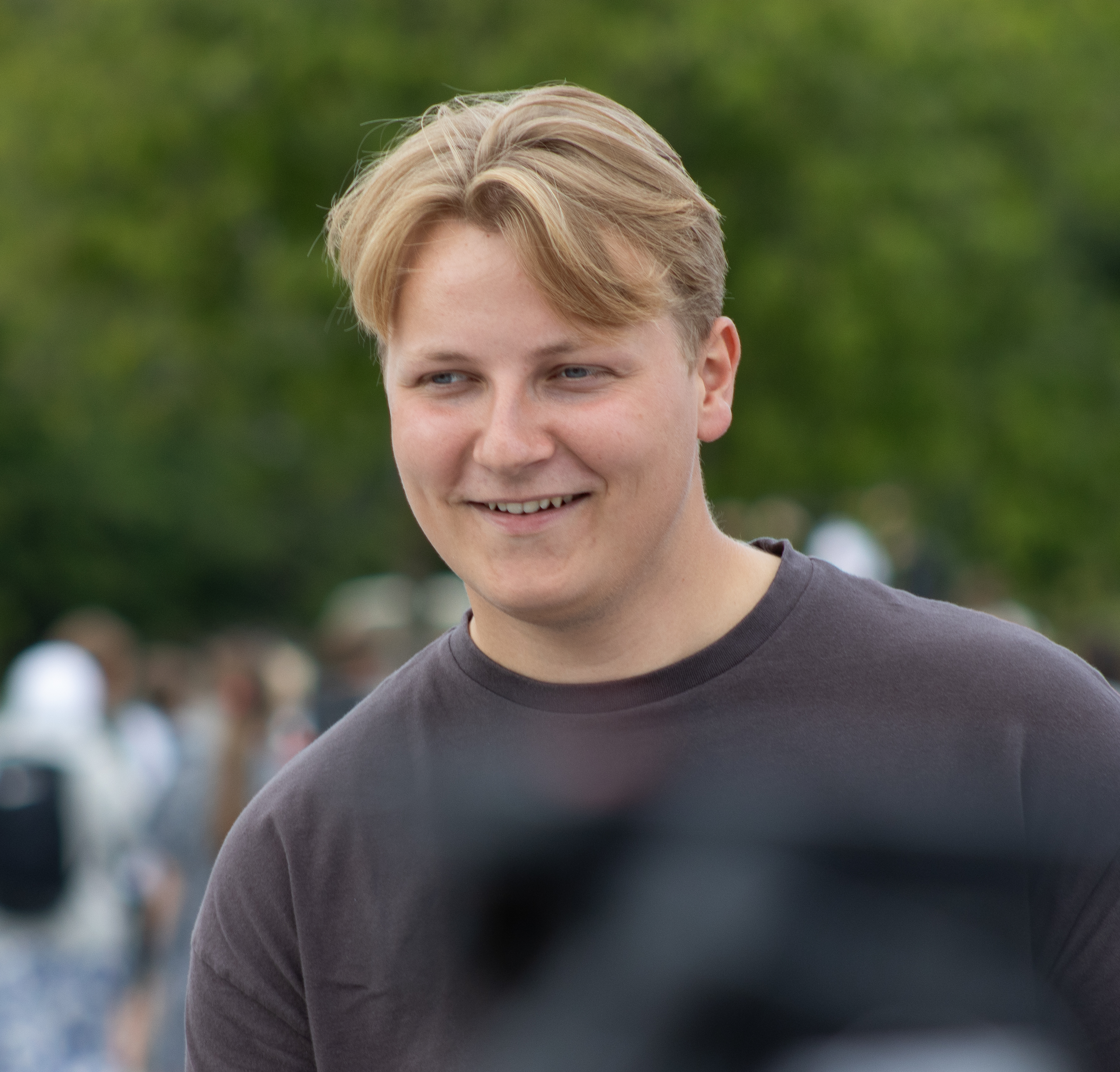
Le prince Sverre Magnus
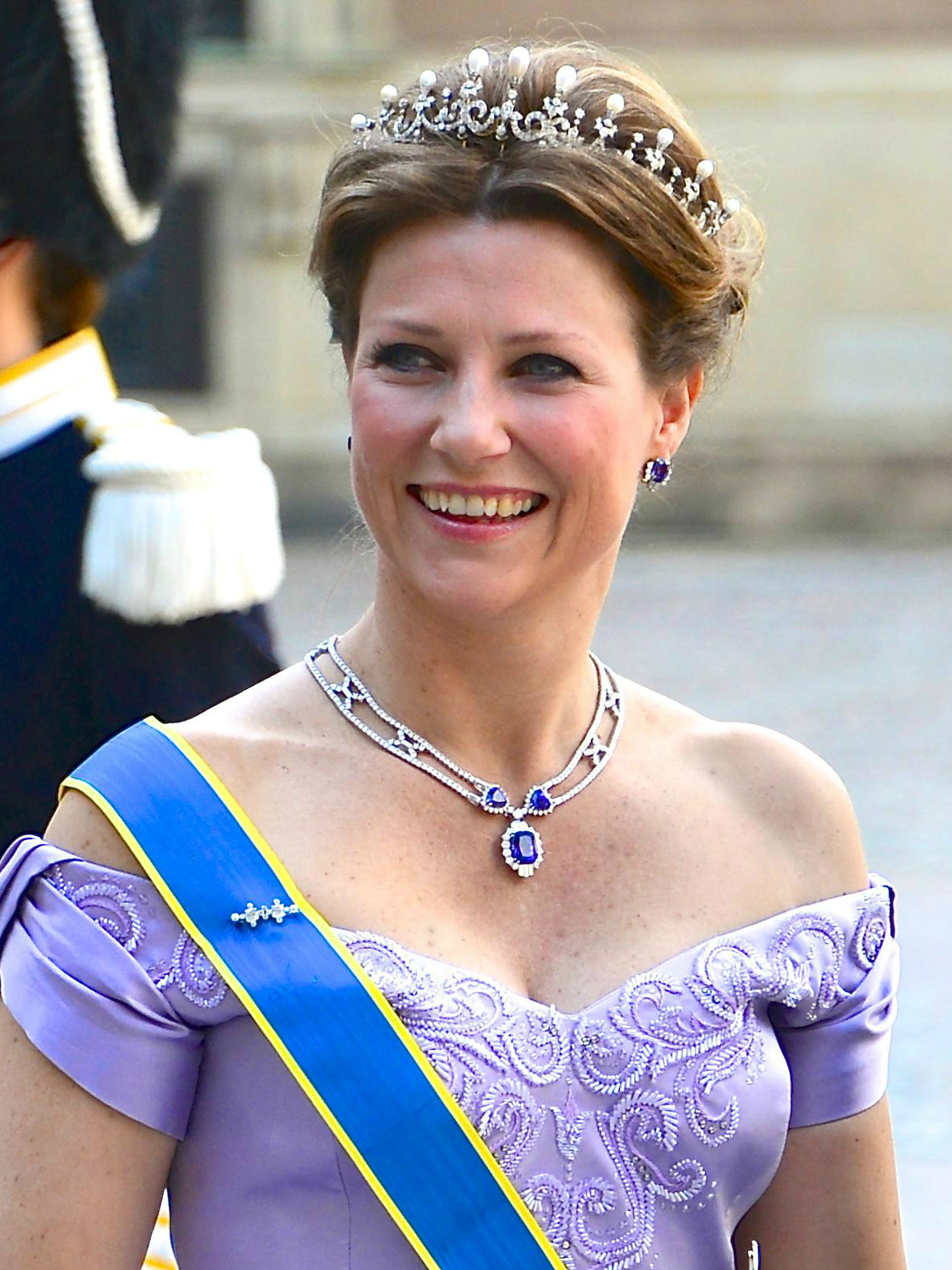
La princesse Märtha Louise
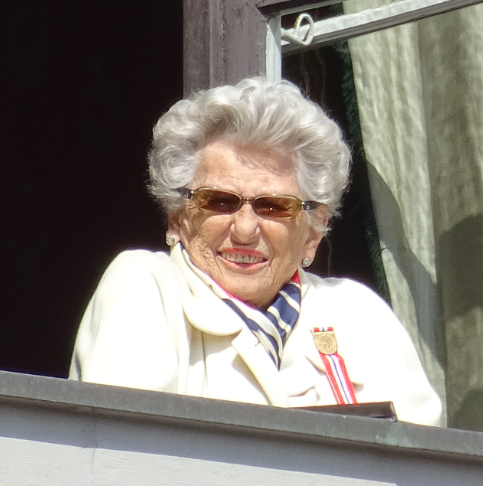
La princesse Astrid